# Ario Costa
Pour les articles homonymes, voir Costa.
Ario Costa, né le 26 septembre 1961, à Cogorno, en Italie, est un joueur et dirigeant italien de basket-ball.

## Biographie
Ario Costa évolue durant sa carrière au poste de pivot. Il a été manager général de plusieurs clubs italiens (Naples, Crémone, Brescia, Forlì).

## Palmarès
- Champion d'Europe 1983
- Finaliste du championnat d'Europe 1985
- 3e du championnat d'Europe 1991
- Finaliste des Jeux méditerranéens de 1983
- Champion d'Italie 1988, 1990
- Coupe d'Italie de basket-ball 1985, 1992